# Coppa del Mondo juniores di slittino 2004
La Coppa del Mondo juniores di slittino 2003/04, undicesima edizione della manifestazione organizzata dalla Federazione Internazionale Slittino, è iniziata il 6 dicembre 2003 a Igls, in Austria, e si è conclusa il 18 gennaio 2004 ad Altenberg, in Germania. Si sono disputate quindici gare: cinque nel singolo uomini, nel singolo donne e nel doppio in cinque differenti località.
L'appuntamento clou della stagione sono stati i campionati mondiali juniores 2004 disputatisi sulla pista olimpica di Calgary, in Canada, competizione non valida ai fini della Coppa del Mondo.

## Risultati

### Singolo uomini
| Data                | Località             | Nazione  | Primo classificato      | Secondo classificato     | Terzo classificato       |
| ------------------- | -------------------- | -------- | ----------------------- | ------------------------ | ------------------------ |
| 7 dicembre 2003     | Igls                 | Austria  | Andreas Graitl Germania | Peter Penz Austria       | Daniel Pfister Austria   |
| 13-14 dicembre 2003 | Schönau am Königssee | Germania | Andreas Graitl Germania | Daniel Pfister Austria   | Robert Eschrich Germania |
| 20 dicembre 2003    | Winterberg           | Germania | Daniel Pfister Austria  | Robert Eschrich Germania | Johannes Ludwig Germania |
| 10-11 gennaio 2004  | Oberhof              | Germania | David Mair Italia       | Andi Langenhan Germania  | Peter Penz Austria       |
| 17 gennaio 2004     | Altenberg            | Germania | Andi Langenhan Germania | Peter Fischer Germania   | Andreas Graitl Germania  |

### Singolo donne
| Data                | Località             | Nazione  | Prima classificata            | Seconda classificata          | Terza classificata       |
| ------------------- | -------------------- | -------- | ----------------------------- | ----------------------------- | ------------------------ |
| 6 dicembre 2003     | Igls                 | Austria  | Corinna Martini Germania      | Natalie Geisenberger Germania | Amanda Byrne Canada      |
| 13-14 dicembre 2003 | Schönau am Königssee | Germania | Natalie Geisenberger Germania | Corinna Martini Germania      | Martina Kocher Svizzera  |
| 20 dicembre 2003    | Winterberg           | Germania | Natalie Geisenberger Germania | Corinna Martini Germania      | Stefanie Kappen Germania |
| 10-11 gennaio 2004  | Oberhof              | Germania | Corinna Martini Germania      | Natalie Geisenberger Germania | Martina Kocher Svizzera  |
| 17 gennaio 2004     | Altenberg            | Germania | Stefanie Kappen Germania      | Natalie Geisenberger Germania | Astrid Scharfe Germania  |

### Doppio
| Data               | Località             | Nazione  | Primi classificati                          | Secondi classificati                       | Terzi classificati                          |
| ------------------ | -------------------- | -------- | ------------------------------------------- | ------------------------------------------ | ------------------------------------------- |
| 6 dicembre 2003    | Igls                 | Austria  | Andris Šics Lauris Bērziņš Lettonia         | Sandro Stielicke Carl Pelzer Germania      | Dmitrij Chamkin Vladimir Bojcov Russia      |
| 13 dicembre 2003   | Schönau am Königssee | Germania | Ivan Nevmeržickij Vladimir Prochorov Russia | Matthew Mortensen Garon Thorne Stati Uniti | Sandro Stielicke Carl Pelzer Germania       |
| 19 dicembre 2003   | Winterberg           | Germania | Ivan Nevmeržickij Vladimir Prochorov Russia | Matthew Mortensen Garon Thorne Stati Uniti | Andris Šics Lauris Bērziņš Lettonia         |
| 10-11 gennaio 2004 | Oberhof              | Germania | Yukio Griffall Dan Joye Stati Uniti         | Andris Šics Lauris Bērziņš Lettonia        | Ivan Nevmeržickij Vladimir Prochorov Russia |
| 16 gennaio 2004    | Altenberg            | Germania | Matthew Mortensen Garon Thorne Stati Uniti  | Yukio Griffall Dan Joye Stati Uniti        | Mike Gerner Christian Weise Germania        |

## Classifiche

### Singolo uomini
| Pos. | Nome            | Nazione  | IGL | KÖN | WIN | OBE | ALT | Totale |
| ---- | --------------- | -------- | --- | --- | --- | --- | --- | ------ |
| 1    | Andreas Graitl  | Germania | 1   | 1   | DSQ | 10  | 3   | nd     |
| 2    | Daniel Pfister  | Austria  | 3   | 2   | 1   | 7   | 6   | nd     |
| 3    | Robert Eschrich | Germania | 8   | 3   | 2   | 4   | 4   | nd     |
| 3    | Andi Langenhan  | Germania | 5   | 7   | 7   | 2   | 1   | nd     |

### Singolo donne
| Pos. | Nome                 | Nazione  | IGL | KÖN | WIN | OBE | ALT | Totale |
| ---- | -------------------- | -------- | --- | --- | --- | --- | --- | ------ |
| 1    | Natalie Geisenberger | Germania | 2   | 1   | 1   | 2   | 2   | nd     |
| 2    | Corinna Martini      | Germania | 1   | 2   | 2   | 1   | 4   | nd     |
| 3    | Astrid Scharfe       | Germania | 6   | 5   | 5   | 6   | 3   | nd     |

### Doppio
| Pos. | Nome                                 | Nazione     | IGL | KÖN | WIN | OBE | ALT | Totale |
| ---- | ------------------------------------ | ----------- | --- | --- | --- | --- | --- | ------ |
| 1    | Andris Šics Lauris Bērziņš           | Lettonia    | 1   | 5   | 3   | 2   | 5   | nd     |
| 2    | Matthew Mortensen Garon Thorne       | Stati Uniti | 14  | 2   | 2   | 5   | 1   | nd     |
| 3    | Ivan Nevmeržickij Vladimir Prochorov | Russia      | 17  | 1   | 1   | 3   | 16  | nd     |